# احمق نباش (می‌دانی دوستت دارم)
«احمق نباش» (به انگلیسی: Don't Be Stupid (You Know I Love You)) تک‌آهنگی از هنرمند اهل کانادا شنایا تواین است.
این تک‌آهنگ در چارت‌های در رتبه اول و در چارت‌های ، جزو ده ترانه اول قرار گرفت.